# آبدانه
آبدانه یا وزیکول (به انگلیسی: vesicle) تاولی کوچک در زیر پوست است، حداکثر به بزرگی ته سنجاق و حاوی مایعی روشن (سرم). ضایعه آبدانه در بیماری‌های مختلفی مانند سرخک، آلرژی و ... دیده می‌شود.